# Język siri
Język siri (inaczej: siryanci, sirawa; nazwa oryginalna: siri) – język afroazjatycki z zachodniej gałęzi języków czadyjskich, używany w północno-wschodniej części Nigerii (obszar Ningi, stan Bauczi). Najbliżej spokrewniony z językami wardżi (północne bauczi, B.2) – wardżi, diri, dżimbin, karija, tsagu (cziwogaj), mburku i innymi. Jest językiem zagrożonym wymarciem. Grupa etniczna siri liczy 3800 ludzi (dane z 2006 roku), z których język siri zna tylko garstka osób z najstarszego pokolenia.